# Kalo Chorio Kaputi
Kalo Chorio Kaputi (gr. Καλό Χωριό Καπούτη, tur. Kalkanlı) – wieś na Cyprze, w dystrykcie Nikozja.